# エミリア・ニューストロン

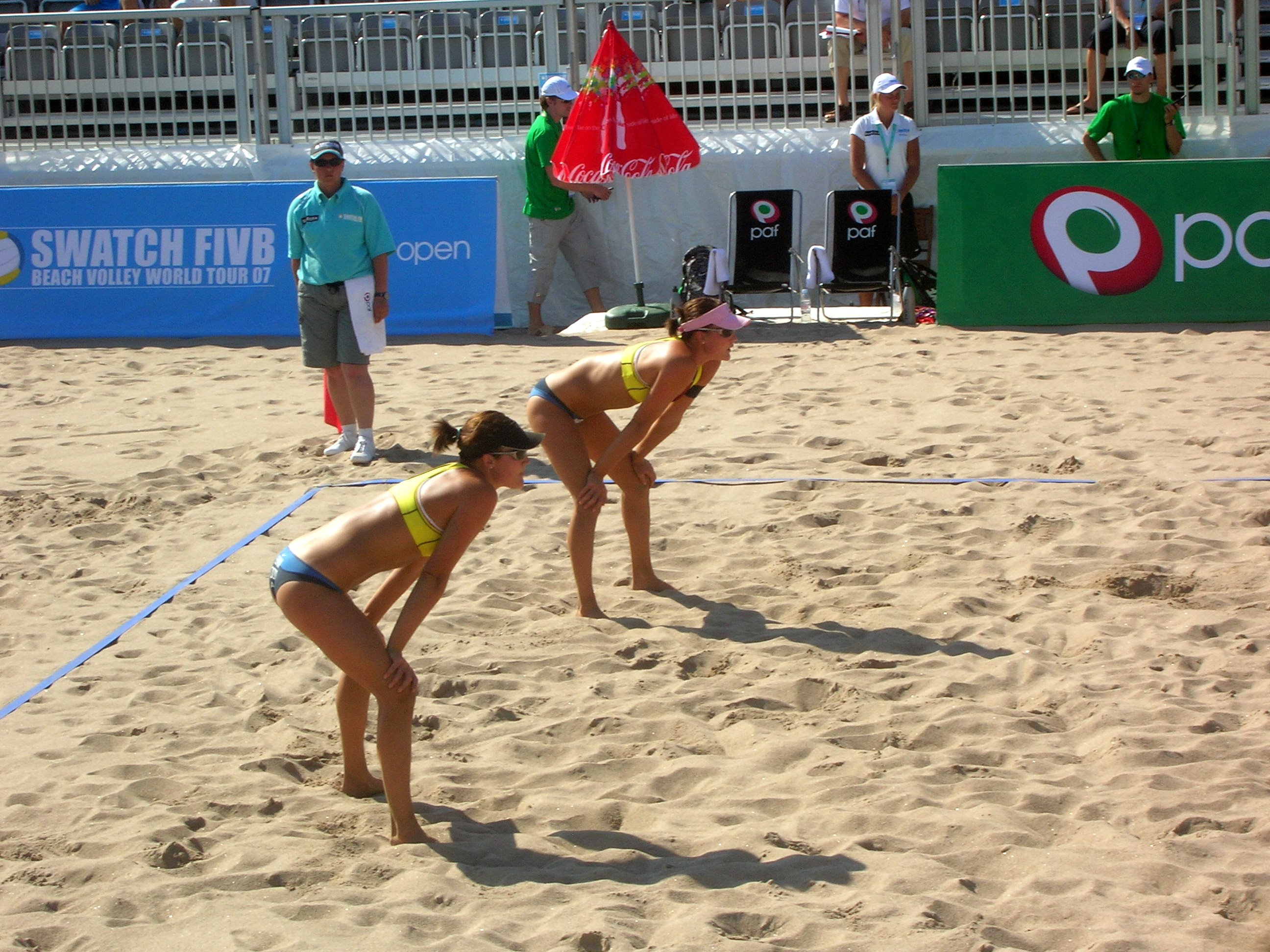
ピンク色の帽子をかぶっている奥の女性がエミリア。手前は双子の姉エリカ。

エミリア・ニューストロン（Emilia Nyström, 1983年9月13日 - ）は、フィンランドのユヴァスキュラの南西に位置するムーラメ(Muurame)出身のプロビーチバレー選手。一卵性双生児の妹であり、姉のエリカ・ニューストロンも同じくプロビーチバレー選手である。身長は1.77m体重は53kgで姉のエリカよりも小柄である。
姉のエリカとのペアで2002年、2004年、2005年、2006年、2008年にビーチバレーのフィンランド選手権で優勝しており、2000年と2001年にも準優勝を果たしている。